# Індустріальний провулок (Київ)
Індустріа́льний прову́лок — провулок у Солом'янському районі міста Києва, місцевість Караваєві дачі. Пролягає від Борщагівської вулиці до вулиці Вадима Гетьмана.
Прилучаються вулиці Верхньоключова та Дашавська.

## Історія
Виник у 1-й третині XX століття як частина (3-го) Андріївського провулку. Сучасна назва — з 1955 року.